# Joseph Ferche
Joseph Ferche (ur. 9 kwietnia 1888 w Pszowie, zm. 23 września 1965 w Kolonii) – biskup tytularny Viny, w latach 1940–1946 biskup pomocniczy archidiecezji wrocławskiej i w latach 1947–1965 biskup pomocniczy archidiecezji kolońskiej.

## Życiorys
Ukończył Królewskie Pruskie Gimnazjum w Rybniku (obecnie I Liceum Ogólnokształcące im. Powstańców Śląskich w Rybniku), a następnie studiował w latach 1907–1910 na Uniwersytecie Wrocławskim. 22 czerwca 1911 roku otrzymał święcenia kapłańskie. Mimo braku znajomości języka polskiego został skierowany jako wikary do Szombierek (1911-1914). Początkowo miał trudności z przygotowaniem i wygłaszaniem kazań po polsku, które jednak udało się przezwyciężyć. W latach 1914–1922 był wikarym, a następnie kuratusem w parafii św. Jadwigi w Królewskiej Hucie (Chorzowie). Po przyłączeniu tego miasta do Polski został proboszczem w Oławie, skąd w 1928 został przeniesiony do Koźla, do Parafii św. Zygmunta i św. Jadwigi Śląskiej. Od roku 1931 pracował we Wrocławiu, gdzie został kanonikiem kapituły katedralnej, radcą wikariatu generalnego i radcą Tajnej Kancelarii Biskupiej.
16 sierpnia 1940 roku został mianowany biskupem tytularnym Viny i sufraganem wrocławskim. 29 września 1940 przyjął święcenia biskupie. W czasie II wojny światowej głosił kazania po polsku i czesku. Z tego powodu władze niemieckie zakazały mu wygłaszania kazań. W 1945 pozostał w oblężonym Wrocławiu. Po śmierci kardynała Adolfa Bertrama miał nadzieję zostać wikariuszem kapitulnym, ale kanonicy wybrali na to stanowisko księdza Ferdinanda Piontka. 15 września 1946 deportowany z Polski. 27 marca 1947 roku został mianowany biskupem pomocniczym archidiecezji kolońskiej. W Kolonii mianowano go także kanonikiem kapituły katedralnej, radcą biskupim i sędzią prosynodalnym. W roku 1950 został przewodniczącym Caritasu.